# Ukara
Ukara ist eine Insel im Süden des ostafrikanischen Victoriasees nahe der Stadt Mwanza und gehört zu Tansania. Die 80 Quadratkilometer große, dicht besiedelte Insel liegt acht Kilometer nördlich der Hauptinsel Ukerewe innerhalb der Inselgruppe, die den Ukerewe Distrikt bildet, einen der acht Distrikte der Region Mwanza.
Ukara wird als afrikanisches Musterbeispiel für eine jahrhundertealte und bis heute intensiv wirtschaftende Agrargesellschaft beschrieben, die Ende des 19. Jahrhunderts bereits über 200 Einwohner pro Quadratkilometer ernähren konnte.

## Verwaltung
Vier der 24 Wards (Untergliederungen) des Ukerewe Distrikts entfallen auf die Insel Ukara:
- Bukungu (im Westen, 2787 Einwohner)
- Bwisya (im Süden, 5123)
- Bukiko (im Osten, 2974)
- Nyamanga (im Norden, 2576)

## Geschichte
Einem panafrikanischen politischen Mythos zufolge liegt der Ursprung aller afrikanischen Völker im Herzen des Kontinents und wird mit dem sagenhaften Land Punt oder dem Gebiet des Viktoriasees hinter den von Ptolemäus im 2. Jahrhundert n. Chr. kartographierten Mondbergen verortet. Im Zentrum dieses Landes lag die Insel Ukara im Nalubaale-See, dem heutigen Victoriasee. Ukara – auch ein weiterer früherer Name des Sees – soll „Land der Sonne“ geheißen haben. Von hier nach Norden ausgewanderte afrikanische Völker wären in der Steinzeit zu Stammeltern der alten Ägypter geworden. Nicht als Mythos, sondern als Geschichtsthese findet sich diese Umkehrung des eurozentrischen Weltbilds bei Cheikh Anta Diop.
Die europäische Blickrichtung aus der Kolonialzeit sah demgegenüber hellhäutige, unter der afrikanischen Sonne „nachgedunkelte“ Hamiten aus Asien einwandern und die Vorherrschaft in Zentralafrika übernehmen. Von dieser Theorie übrig geblieben ist die Auffassung, dass das Viktoriasee-Gebiet seit dem 5.–10. Jahrhundert von Ackerbau treibenden Bantu besiedelt wird, auf die von Norden her eingewanderte nilotische Hirtenvölker trafen. Deren erste Einwanderungswelle aus dem Bereich des heutigen Südsudan wird in das 14.–15. Jahrhundert gelegt. Aus der Kombination der beiden Lebensweisen Subsistenzlandwirtschaft und halbnomadische Viehzucht bildeten sich im Zwischenseengebiet einige intensiv Ackerbau treibende Gesellschaften. Diese Entwicklung war für Ukara von zentraler Bedeutung.

Verkehrswege in Tansania. Handelsrouten im 19. Jahrhundert sind gestrichelt

Der Sklavenhandel in Ostafrika war zahlenmäßig insgesamt unbedeutend. Die ältere der beiden Handelsrouten von der ostafrikanischen Küste zum Südufer des Viktoriasees verlief über Arusha und durch das von Tsetsefliegen verseuchte Massailand. Wegen der großen Entfernung von der Küste blieb das Gebiet von Sklavenrazzien arabischer Händler verschont. Es gab in geringem Umfang innerafrikanischen Sklavenhandel um den Viktoriasee. Er beschränkte sich darauf, die von Ganda bei Überfällen verschleppten Gefangenen, es waren häufig Frauen, aufzukaufen. Zum Höhepunkt des Sklavenhandels um 1880 wurden nur wenige hundert Sklaven exportiert. Dennoch wird Ukara wegen seiner abgeschiedenen Insellage zu dieser Zeit eine Rolle als Zufluchtsort zugeschrieben. In kleinen Gruppen abwandernde Familien hielten die Bevölkerungszahlen konstant, daher sind aus der Geschichte keine Zeiten des Mangels wegen Überbevölkerung bekannt.
Ähnlich gering wie der Sklavenhandel war der vorkoloniale Handel allgemein. Es gab keine Elefanten auf der Insel, und die Bewohner konnten sich mit Nahrungsmitteln selbst versorgen. Erst nach der Mitte des 19. Jahrhunderts wurde das Vordringen der Elfenbeinhändler an den Viktoriasee aufgrund der gestiegenen Preise lohnend. Diese Händler brachten Salz aus der Gegend um Tabora mit. Außerdem mussten von außerhalb eiserne Hackenblätter bezogen werden, die in Ostafrika, ebenso wie Baumwollstoff, eine Funktion als Primitivgeld übernahmen. Zuckerrohr wurde aus Ukerewe erhalten.
John Hanning Speke kam 1858 als erster Europäer an den Viktoriasee und zur Ukerewe-Inselgruppe. Er hatte sich am Tanganjikasee einer Handelskarawane angeschlossen. Dass er mit dem See auch die Quelle des Nils gefunden hatte, wollte er auf einer weiteren Expedition beweisen, bei der er 1861 zusammen mit James Augustus Grant nochmals bei Mwanza den See erreichte. Die Insel Ukara schildert Speke in seinem Buch Die Entdeckung der Nilquellen, das in seinem Todesjahr 1864 erschien. Die Diskussion danach in der Royal Geographical Society erlebte Speke nicht mehr. 1870 diskutierte man dort über eine 18 × 12 Meilen große Insel Ukara nördlich von Ukerewe, deren Einwohner Zauberei und magische Medizin beherrschen würden, wobei östlich davon noch zwei oder vier weitere Seen liegen sollten. Um mehr Licht in die Seenlandschaft zu bringen, wurde Henry Morton Stanley mit einer Expedition beauftragt. Er umfuhr den Viktoriasee 1875 mit Booten. Auch auf einer weiteren Reise besuchte er im September 1889 die Ukerewe-Inseln.
Deutschland begann 1885, die ostafrikanischen Küste als Kolonie zu besetzen. Um 1890 wurde in Mwanza ein deutscher Polizeiposten eingerichtet, eine Station auf Ukerewe sollte den Viktoriasee zu den Briten im Norden überwachen helfen. Das System der indirekten Herrschaft war auf Festigung traditioneller Herrschaftsstrukturen ausgerichtet, Clanchefs oder Könige der bisherigen Kleinstaaten (Titel eigentlich Omukama) wurden als „Sultan“ tituliert und konnten relativ autonom weiter regieren. Nach Ukara kamen deutsche Beamte nur auf Inspektionsreisen.
Wegen anders gelagerter Interessen nicht unbedingt auf Zusammenarbeit ausgerichtet war das Verhältnis zu den katholischen Missionaren, die in den 1890er Jahren auf die Inseln kamen. Ihr Ziel war, das Ansehen der lokalen Herrscher zu schwächen, um sich selbst eine Machtbasis zu verschaffen, weshalb die Einheimischen ihnen zunächst mit Feindschaft begegneten. (Ein Beispiel, wie dafür auf Ukerewe die Tradition gebrochen werden musste, findet sich dort.) In den 1880er Jahren war es im Königreich Buganda zwischen den vier Parteien König, Katholiken (Weiße Väter), Anglikaner und Moslems zu andauernden Kämpfen um die Macht gekommen, mit wechselnden Bündnissen zwischen den Beteiligten und wechselndem Kriegsglück. 1889 gelangten die christlichen Kirchen im Verein durch einen Aufstand an die Regierung. Als es 1892 zum blutigen Krieg um die Macht zwischen beiden kam, erlitten die Katholiken mit Bischof Hirth an der Spitze eine Niederlage und mussten in der Folge außer Landes fliehen. Nach einem Erholungsurlaub in Europa kehrte Hirth mit Gewehren und weiteren Missionaren nach Afrika zurück und begann 1895, die Gegend um Mwanza zu missionieren, bevor er sich anschließend im noch unberührten Ruanda niederließ. Aus dieser Zeit stammt der bis heute vorherrschende katholische Glaube auf der Insel. Eine Kirche aus deutscher Kolonialzeit ist zu besichtigen.

## Gesellschaft
Die Gesellschaft war in patrilineare Clans unterteilt, die unabhängig waren und deren Clan-Älteste religiöse Funktionen übernahmen. In der weiteren Umgebung gab es Kleinstaaten mit komplizierter Verwaltungsstruktur und einer die Ressourcen kontrollierenden Herrscherschicht, die teils mit, teils gegen die einzelnen Clans agierte. Dagegen gab es auf Ukara zwar ebenfalls eine Abstufung nach verschiedenen Statusgruppen, eine zentrale Autorität aber nur für die Gerichtsbarkeit. Clan-Älteste waren bei wirtschaftlichen Entscheidungen zum Konsens verpflichtet.
Die Inselbevölkerung besteht hauptsächlich aus Kara, die auf der Nachbarinsel Ukerewe die zweitgrößte Bevölkerungsgruppe bilden. Einige leben auch in Mwanza und entlang der Südostküste des Sees. Ihre Sprache gehört zur Untergruppe Haya-Jita der in den Ländern um den Viktoriasee gesprochenen Zone J der Bantusprachen.
1920 wurde die Bevölkerungszahl nach den Angaben 4600 Hütten zu je 5 Personen auf 23.000 geschätzt. Das entspricht 291 Einwohner pro Quadratkilometer. Für den Distrikt Ukerewe errechnen sich für 2002 mindestens 480 Einwohner pro Quadratkilometer. In die Fläche eingerechnet sind dabei etwa 30 Außeninseln, von denen nur die Hälfte dauerhaft besiedelt sind. Ukara ist folglich, für sich genommen, noch vor der Insel Pemba das am dichtesten besiedelte ländliche Gebiet Tansanias.

## Geografie
Ukara liegt zehn Kilometer nördlich von Ukerewe und ist annähernd rund mit einem Durchmesser von ebenfalls zehn Kilometer. Die Insel wird von einem Granitsockel gebildet, aus dessen Verwitterungsprodukten eine Schicht sandiger, hellbrauner Böden entstanden ist. Zwei kleine Hügel sind weniger als hundert Meter hoch. An zahlreichen Stellen treten ausgewaschene Granitflächen und runde Felsen hervor. Anstelle von natürlichem Wald gibt es Baumpflanzungen um Häuser, entlang Wegen und Bachläufen. Nicht landwirtschaftlich bearbeitete Flächen sind mit Gras bedeckt und dienen als Weideland. Die Niederschläge betragen im Jahresdurchschnitt 1200–1600 Millimeter und fallen, wie am Viktoriasee üblich, häufig in Form heftiger Schauer. Der Bodenerosion wird mit gezielten Pflanzungen und leichten Bodenebnungen begegnet.

## Wirtschaft
Eine jahrhundertelang konstant hohe Bevölkerungszahl war auf den relativ kargen Böden auf kleinem Raum nur möglich, weil Ackerbau und Großviehzucht zugleich und ergänzend betrieben wurde. Im ostafrikanischen Zwischenseengebiet hatte sich allgemein bei der Staatenbildung eine pastorale Elite (Hima, Tutsi) über Bauern (Hutu) gestellt. Diese ökonomische Differenzierung gab es auf der Insel nicht. Bei Ressourcenverknappung ins benachbarte Sukumaland ausgewanderte Familien gaben ihre bisherige Form der Landwirtschaft auf und übernahmen den dort üblichen Wanderfeldbau.
Für das Beispiel Ukara erweist sich die von Malthus 1798 aufgestellte Theorie der Bevölkerungsentwicklung als nicht geeignet. Anders als es Malthus darlegte, führte Bevölkerungswachstum wegen der gestiegenen Nachfrage zu landwirtschaftlicher Entwicklung. Ausgehend von den mehrjährigen Brachezeiten eines extensiven Wanderfeldbaus, der im Umland weiterhin betrieben wurde, entwickelten sich durch Verkürzung der Brachezyklen allmählich Dauerkulturen.

### Ackerbau
In niederschlagsreichen Regionen erlaubt der Anbau von Bananen höhere Bevölkerungsdichten, da sie ganzjährig geerntet werden können. Es gibt verschiedene Sorten: zum Kochen, süße Bananen zum direkten Verzehr und andere zur Herstellung von Bananenbier, Pombe. Traditionell ist auch der Anbau von Perlhirse im Wechsel mit Gemüse, wobei die Düngung jährlich zur Hauptregenzeit (März bis Mai) erfolgt. Im nächsten Jahr werden zur zweiten Regenzeit (Oktober bis Januar) Erdnüsse angebaut. (In der deutschen Kolonialzeit wurde der Anbau von Erdnüssen gefordert, die bis 1912 zum wichtigsten Exportgut aus der Region Mwanza wurden.) Im dritten Jahr können Sorghum, Cassava oder Süßkartoffel folgen. Reis wird auf kleinen Flächen in Talsohlen angebaut.
Im Durchschnitt steht pro Familie ein Hektar Land zur Verfügung. Die gesamte Insel ist aufgeteilt in Privatbesitz, ebenso lassen sich alle Bäume einem Besitzer zuordnen. Vor der Verarbeitung zu Brennholz haben Bäume einen Wert als Futterlieferanten für Großvieh, da die Blätter geerntet werden. Bäume können zu diesem Zweck sogar verpachtet werden. Jede Familie verfügt über drei bis vier Rinder, die nachts in Ställen bei den Häusern gehalten werden. Dadurch kann der Dung gesammelt und auf die Felder verbracht werden.

### Fischfang
Zu allen Zeiten war Fischfang zur Nahrungssicherung erforderlich. Da der Fang nicht ganzjährig gleich ergiebig war, wurden Fische getrocknet. Einige Fischarten durften von Frauen nicht gegessen werden.
Auf dem lokalen Markt beliebte Fischarten, die die Ausbreitung des Nilbarsch ab den 1980er Jahren überstanden haben, sind die sardinengroßen, blaugrauen Furu und die ähnlich kleinen Dagaa, die beide am Stück gegessen werden können, sonnengetrocknet zur Lagerung taugen oder in Mwanza zu Fischmehl verarbeitet werden. Ngere (Synodontis afrofischeri), von Fischern auch „Gogogo“ genannt, gehören zu den Welsartigen und werden in Tiefen von 20 bis 40 Meter gefangen. Fischer verletzen sich häufig an den Stacheln ihrer Bauchflossen. Ngere haben fettreiches Fleisch. Im Artikel Ukerewe wird der Fischfang der Inselgruppe beschrieben.

## Tourismus
Von Bugolora an der Nordküste Ukerewes besteht eine Verbindung mit einem Fährschiff zum Hauptort Bwisya, der über einfache Unterkunftsmöglichkeiten verfügt. Bei weiterhin niedrigem Wasserstand des Viktoriasees kann die Landung am Hafen von Bwisya erschwert sein. Für die schmalen Fahrwege sind Fahrräder zur Fortbewegung am geeignetsten.

## Belletristik
- Aniceti Kitereza: Die Kinder der Regenmacher, 1990 auf Deutsch erschienen, über die vorkoloniale Gesellschaft auf Ukerewe, bietet auch Einblick in die alte Gesellschaft der Nachbarinsel.
- Hans Paasche: Die Forschungsreise des Afrikaners Lukanga Mukara ins innerste Deutschland. 1921. Der Held verließ das übervölkerte Ukara und ging nach Ukerewe, bevor er seine Forschungsreise nach Deutschland antrat. Text Online
- Adolf Kröner: Afrikanische Laubfütterung. In: Die Gartenlaube. Heft 19, 1895, S. 324 (Volltext [Wikisource]).